# Abrug
De Abrug of A-brug is een draaibrug in de Binnenstad van de stad Groningen. De brug ligt over de A, onderdeel van de Diepenring. De brug verbindt de Astraat met de Brugstraat en zo het centrum met de Schildersbuurt. De brug is een gemeentelijk monument. Naast de brug staat een brugwachtershuisje.

## Geschiedenis
Tijdens archeologische opgravingen in 2009 is naar voren gekomen dat de bestrating in de Brugstraat ten oosten van de brug al uit de 11e eeuw dateert. Destijds was er vermoedelijk hooguit een doorwaadbare plaats. Uit dendrologisch onderzoek is gebleken dat de eerste Abrug in 1192 werd gebouwd, hetzelfde jaar dat ook het klooster van Aduard werd gesticht, waar de weg vanaf de brug onder andere naar toe leidde. Deze houten Abrug was de eerste brug in de stad Groningen en een van de oudste van Nederland die als doorgaande route nog altijd in gebruik is. De brug had toen nog niet zijn huidige naam door het ontbreken van andere bruggen in de stad Groningen. Pas in de vijftiende eeuw kwam er een nieuwe brug, de Nieuwebrug (nu Visserbrug).
De Abrug was belangrijk voor de stad zowel door de mogelijkheid om de rivier te bereiken, dan wel om de rivier over te steken. Bij de brug werd onder andere turf vanuit Drenthe aangevoerd. Ook was dit de enige waterweg die de stad met de Waddenzee verbond. Over de brug kon de stad in de zomer worden bereikt vanuit Drenthe en Friesland. In de winter gaven overstromingen vaak problemen voor de bereikbaarheid van de stad via deze lager gelegen gebieden. Dan kon men de omgeving bereiken via de Heerweg (nu Hereweg).
In de loop van de geschiedenis zijn ten minste zeven Abruggen aan te wijzen. De eerste houten Abrug werd rond 1232 gerepareerd, maar rond 1250 vervangen door een nieuwe houten brug, mogelijk in verband met de aanleg van de nieuwe stadsmuur in die tijd.
Waarschijnlijk in de 14e eeuw werd een stenen brug aangelegd, die in 1599 weer werd vervangen door een nieuwe stenen brug met drie bogen: de Apoortenbrug. In 1855 werd deze vervangen door de ijzeren Apoortendraaibrugge (niet te verwarren met de Apoortenbrug over de vestinggracht buiten de Buiten-Apoort), die verbreed werd om twee rijtuigen elkaar te kunnen laten passeren en ook verlengd om de grotere schepen van die tijd te kunnen laten passeren naar de Zuiderhaven. Deze voor die tijd zeer dure brug (bijna 34.000 gulden) werd echter al in 1863 'geheel mislukt' genoemd door de stadsbouwmeester. In 1895 werd deze dan ook vervangen door een zwaardere draaibrug. Deze draaibrug werd kort voor de Tweede Wereldoorlog voorzien van een nieuw brugdek, dat ontworpen werd door Siebe Jan Bouma. In 2010 werden zowel het onderstel uit 1895 als het bovendek vervangen.

## Huidige brug
De huidige brug is een ongelijkarmige draaibrug. De brug draait parallel aan het water aan de zijde van de binnenstad. De brug bestaat uit twee IJzeren liggers waarop het wegdek ligt en waar leuningen aan bevestigd zijn. Nog lange tijd hebben hier afsluithekken gestaan maar deze zijn in 1970 vervangen door polyester afsluitbomen. De brug wordt op dit moment nog maar weinig gebruikt door verkeer, door het regulatieplan waarbij het meeste verkeer om de binnenstad wordt geleid. Ook het busverkeer naar het westen van de stad, wordt sinds 2017 omgeleid. De grote hoeveelheden fietsers en voetgangers die gebruik maken van de brug, blijven bestaan.
In 2009 en 2010 is de brug een tijd gesloten geweest vanwege renovatie, van voornamelijk de landhoofden. Deze waren namelijk niet berekend op het grote gewicht van de stadsbussen die elke dag over de brug rijden. Hierdoor moest de brug in de zomer gekoeld worden omdat de brug anders klem kwam te zitten tussen de landhoofden. De renovatie leidde tot veel overlast vanwege de ligging van de brug.

## Galerij

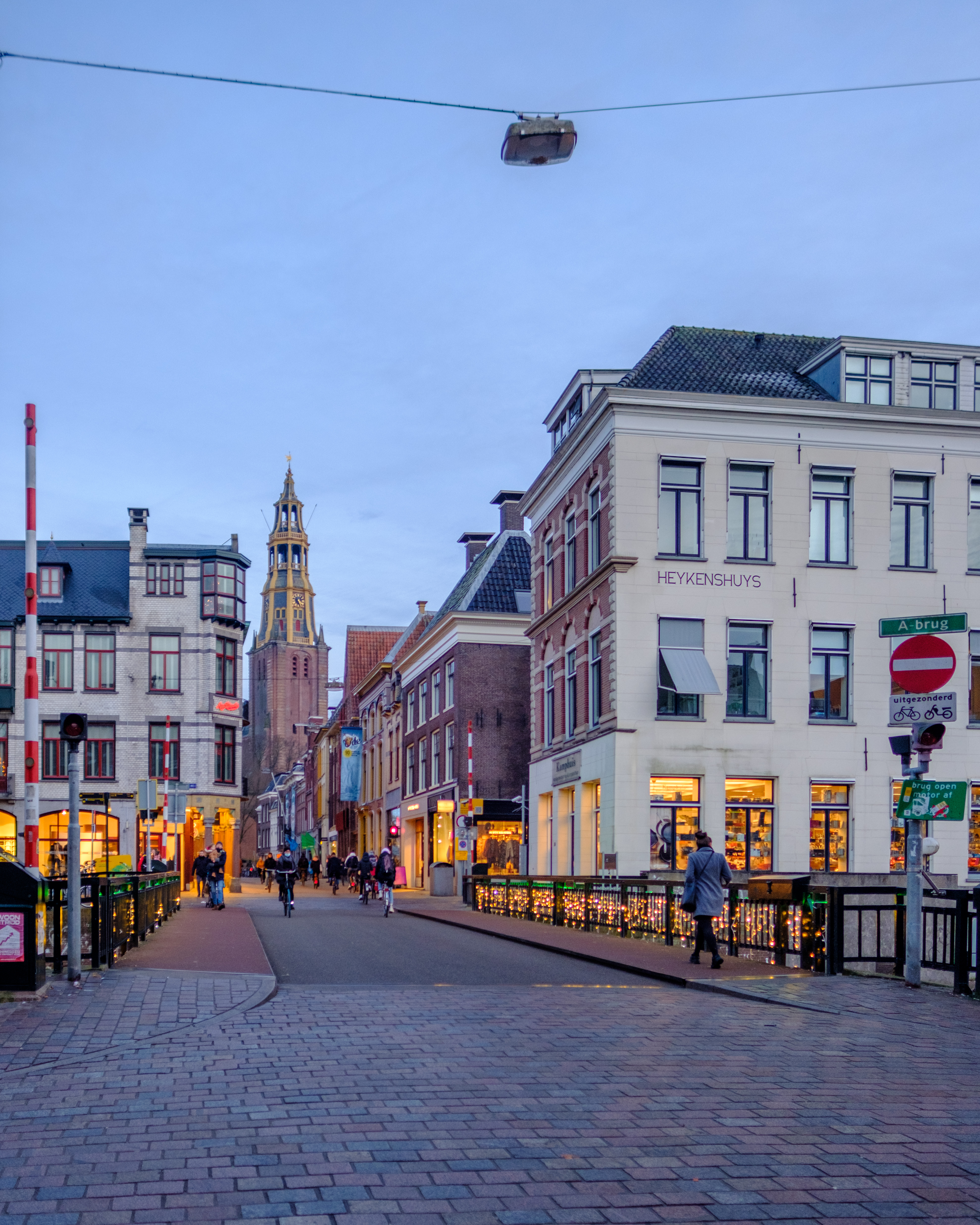
Gezicht over de Abrug in de richting van de Brugstraat
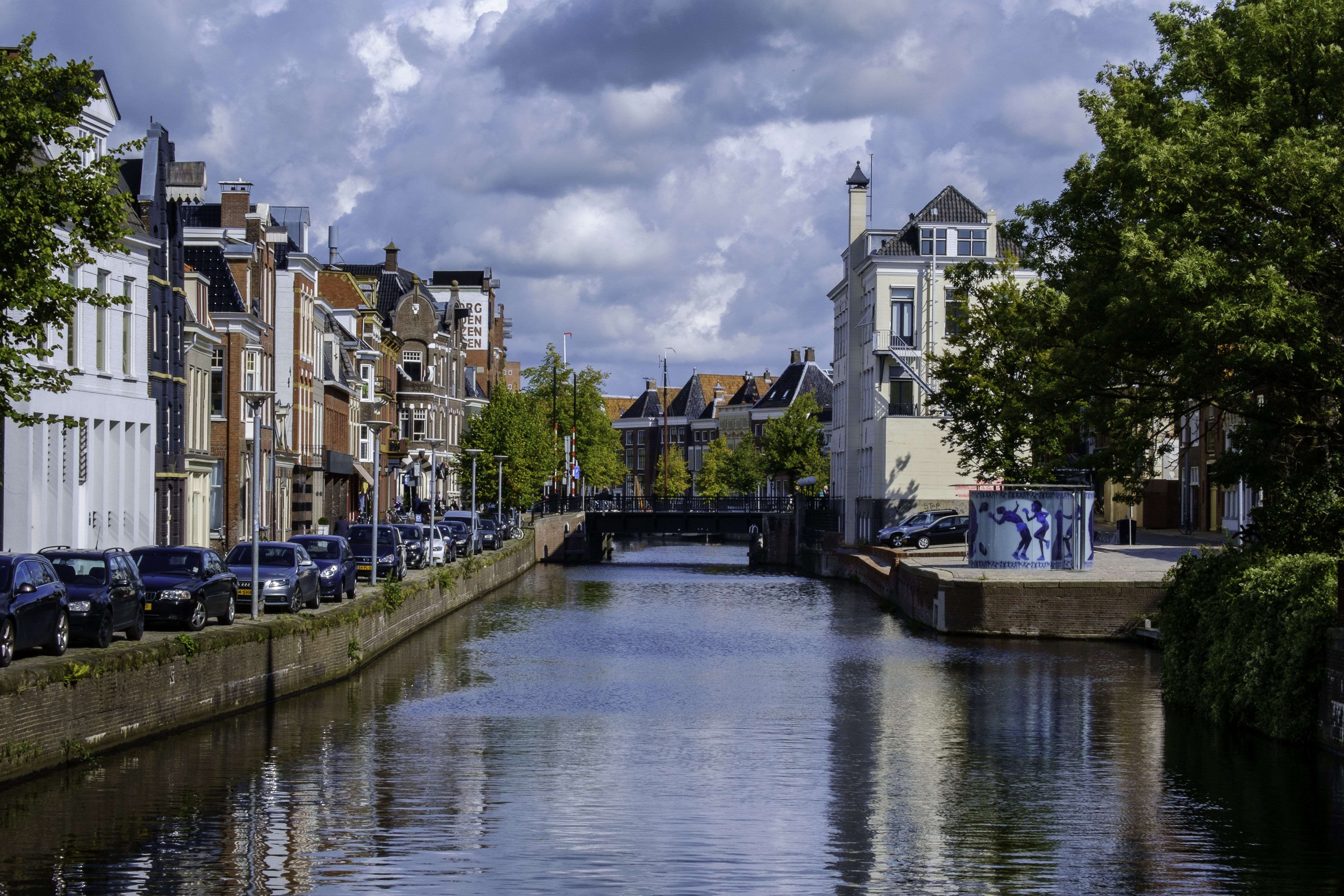
De Abrug vanaf het A
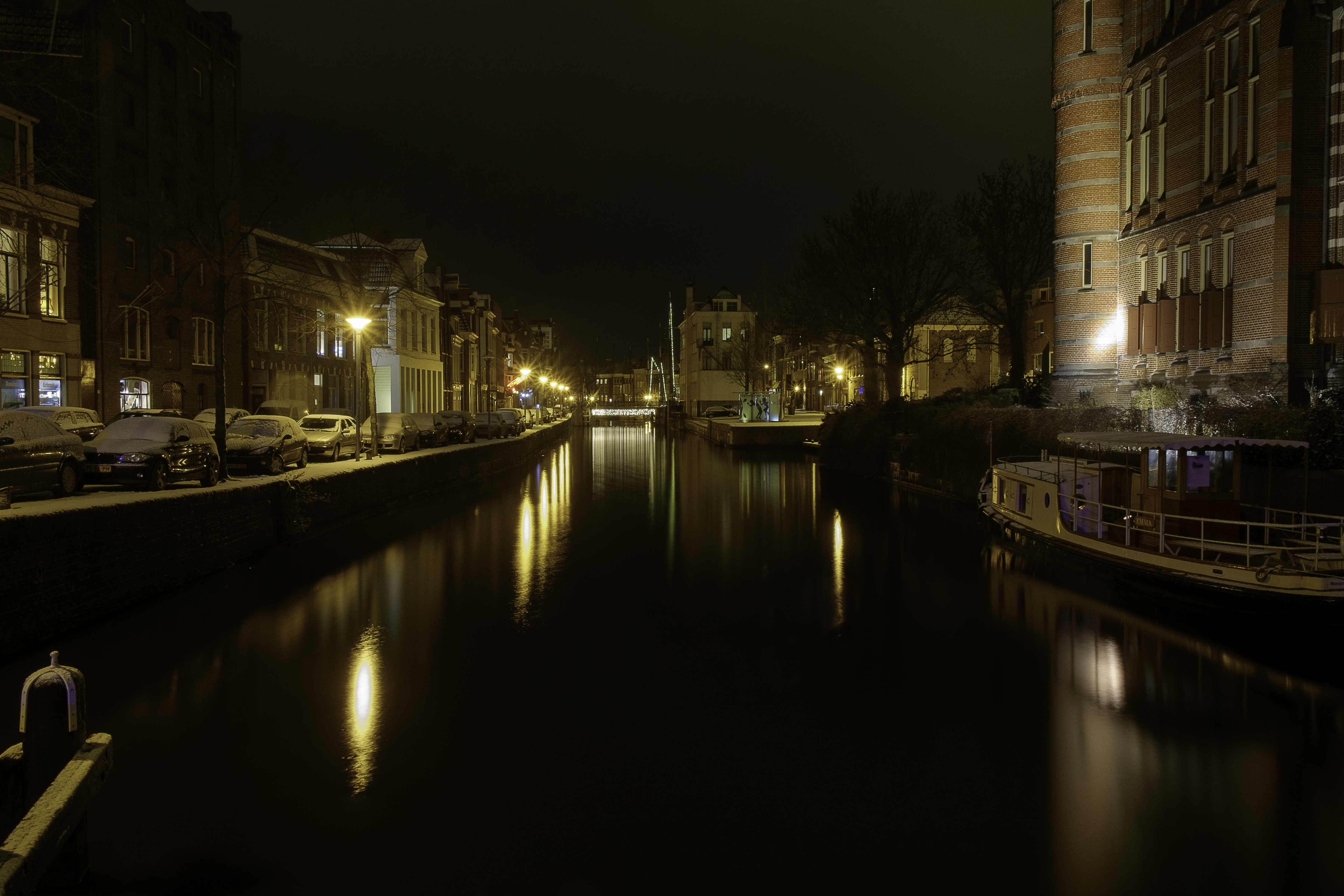
De Abrug bij nacht

## Trivia
- De familienaam Ter Brugge is waarschijnlijk ontstaan door het grote belang van de Abrug.